# Nova Gorica (comune)
Nova Gorica (ufficialmente in sloveno Mestna občina Nova Gorica; letteralmente in italiano Nuova Gorizia) è un comune cittadino (mestna občina) della Slovenia. Ha una popolazione di 31 638 abitanti ed un'area di 279 km². Appartiene alla regione statistica del Goriziano e confina con l'Italia. La sede del comune si trova nella città di Nova Gorica.

## Geografia fisica

### Territorio

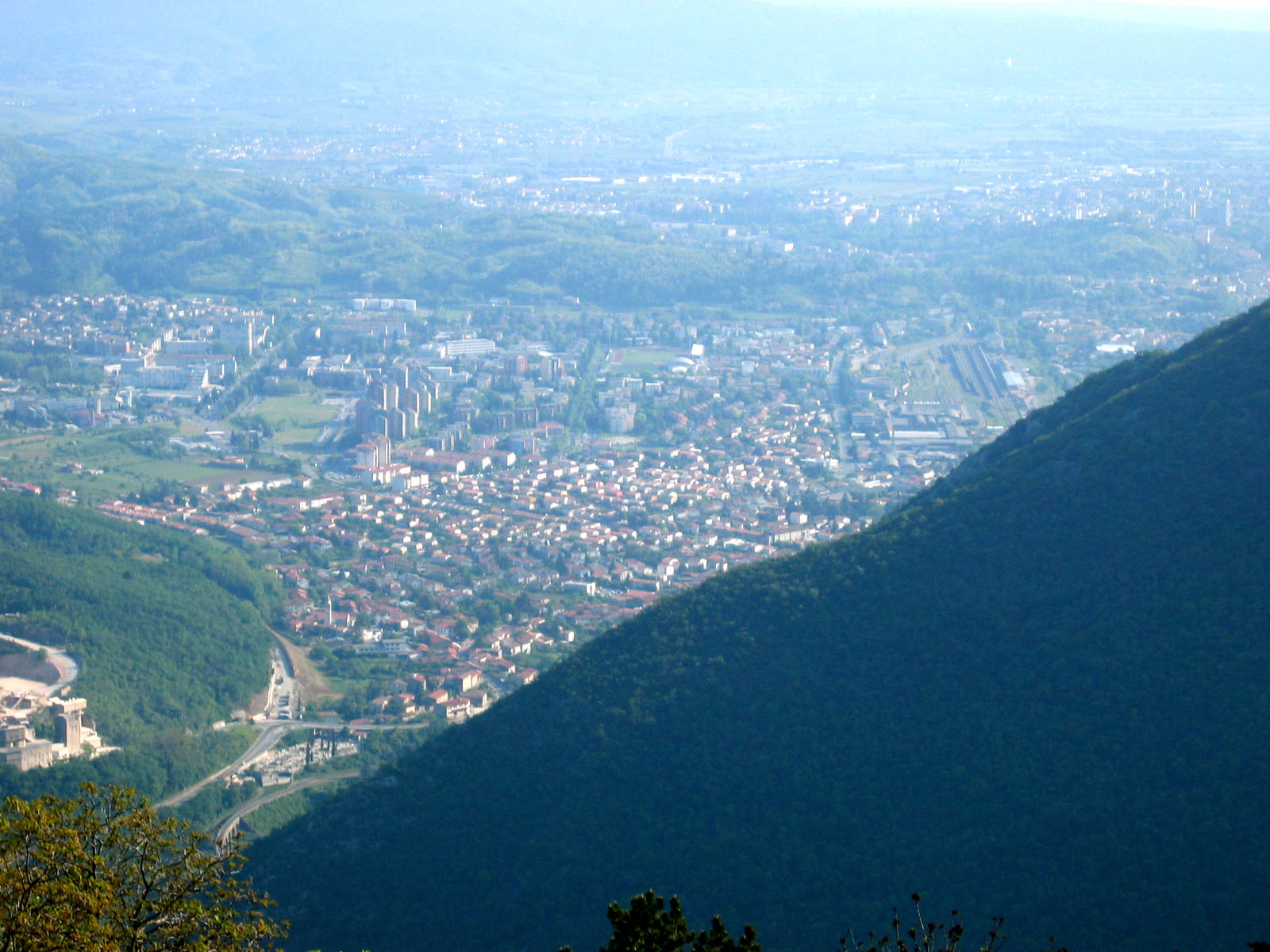
Veduta dal Monte Santo di Gorizia

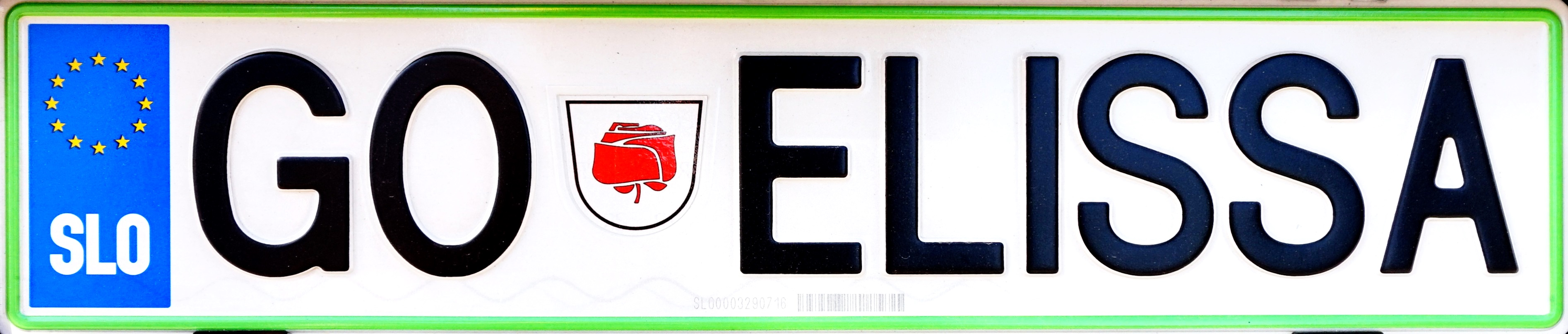
Targa del comune di Nova Gorica

Nel territorio scorrono i fiumi Isonzo (Soča), Vipacco (Vipava), Branica ed i torrenti Vertoibizza (Vertojbica), Vogršček, Lijak, Corno (Koren).

I monti che si trovato nella città sono: il monte San Gabriele (Škabrijel), 646 m, il monte Sabotino (Sabotin), 609 m, il monte Santo (Sveta Gora), 681 m, il monte San Daniele (Štanjel), 554 m, il monte Vodice, 651 m, il Monte Frigido (Mrzovec), 1 410 m, il monte Bucovizza (Veliki Bukovec), 1 448 m, il Passo dei Turchi (Turški klanec), 1 118 m, il Monte Céson (Veliki Češevik), 1 348  m, il Bosco Panovizza (Panovec), 189 m, il Veliki Hrib, 526 m, la Sella di Dol (Preval), 325 m; il passo Vratca, 404 m.

## Storia
L'immediato territorio di Nova Gorica fu parte integrante del comune di Gorizia fino al 1947. L'odierna città slovena fu fondata appena l'anno successivo, inglobando circa 3/5 del territorio del comune di Gorizia antecedente al 1947 (con il 15% della popolazione residente), oltre a una serie di altri centri abitati nei dintorni:
- la maggior parte del territorio del soppresso comune di Salcano (aggregato a Gorizia nel 1927)
- la maggior parte del territorio del soppresso comune di San Pietro di Gorizia (aggregato a Gorizia nel 1927; dal 1991 passato al comune di San Pietro-Vertoiba)
- la maggior parte del territorio del soppresso comune di Vertoiba (aggregato a Gorizia nel 1927; dal 1991 passato al comune di San Pietro-Vertoiba)
- parte del territorio del soppresso comune di Sant'Andrea di Gorizia (aggregato a Gorizia nel 1927; dal 1991 passato al comune di San Pietro-Vertoiba)
- la maggior parte del territorio del comune di Chiapovano (ad eccezione degli insediamenti di Tribussa Inferiore (Dolenja Trebuša) e Tribussa Superiore (Gorenja Trebuša) ricompresi nel comune di Tolmino)
- l'intero territorio del soppresso comune di Locavizza di Canale (aggregato a Chiapovano nel 1928)
- l'intero territorio del soppresso comune di Montespino
- l'intero territorio del soppresso comune di Ossecca Vittuglia (aggregato a Sambasso nel 1928)
- l'intero territorio del soppresso comune di Ossegliano San Michele (aggregato a Sambasso nel 1928)
- l'intero territorio del soppresso comune di Prevacina (aggregato a Montespino nel 1928)
- l'intero territorio del soppresso comune di Rifembergo
- l'intero territorio del soppresso comune di Sambasso

Nel 2006 parte del territorio comunale di Nova Gorica è passata sotto l'amministrazione del nuovo comune di Ranziano-Voghersca (Renče-Vogrsko).

## Geografia antropica

### Suddivisioni amministrative
Il comune cittadino di Nova Gorica è formato da 44 insediamenti (naselja):
- Aisovizza[8] (Ajševica)
- Banjšice
- Battaglia della Bainsizza[8] (Bate)
- Berolo[4] (Brdo)
- Branizza[4] (Spodnja Branica)
- Budihni
- Chiapovano[4] (Čepovan)
- Draga
- Dragovica
- Gradiscutta[9] (Gradišče nad Prvačino)
- Gargaro[9] (Grgar)
- Grgarske Ravne
- Lasna Valfredda[4] (Lazna)
- Loke
- Lokovec
- Loqua[4] (Lokve)
- Moncorona[4] (Kromberk)
- Montespino[8] (Dornberk)
- Monte Santo di Gorizia[10] (Sveta Gora)
- Nemci
- Nova Gorica, insediamento capoluogo comunale
- Osek
- Ossegliano[8] (Ozeljan)
- Pedrovo
- Podgozd
- Potok pri Dornberku
- Preserje
- Prestava[11] (Pristava)
- Prevacina[8] (Prvačina)
- Ravnica
- Rifembergo[8] (Branik)
- Saksid
- Salcano[10] (Solkan)
- San Mauro[9] (Šmaver)
- Šmihel
- Sambasso[8] (Šempas)
- Stara Gora
- Steske
- Tabor
- Tarnova[10] (Trnovo)
- Valdirose[12] (Rožna Dolina)
- Vitovlje
- Voglarji
- Zalošče

#### Draga
Il nome deriva dalla parola slovena Draga, che significa piccola, stretta valle. 

#### Monte Santo di Gorizia
L'insediamento di Monte Santo di Gorizia (in sloveno Sveta Gora) è nato nel 2006 dagli insediamenti di Gargaro e Salcano.

#### Pedrovo
L'insediamento è stato istituito nel 2011 come parte dell'insediamento di Rifembergo, la chiesa del paese è dedicata allo Spirito Santo e fa parte della diocesi di Capodistria.

#### Potok pri Dornberku
Il nome dell'insediamento è cambiato da Potok a Potok pri Dornberku nel 1955.

#### San Mauro
A livello locale San Mauro (in sloveno Šmaver) è noto come Štamaver o Šentmaver. Il vero e proprio centro abitato di San Mauro è rimasto in Italia, mentre la zona, priva di abitanti, delle pendici orientali del monte Sabotino (appartenente al comune catastale di San Mauro) venne annessa alla Jugoslavia nel 1947.

## Amministrazione
| Periodo | Periodo   | Primo cittadino | Partito | Carica  | Note |
| ------- | --------- | --------------- | ------- | ------- | ---- |
| 2010    | 2014      | Mirko Brulc     |         | sindaco |      |
| 2014    | 2018      | Matej Arcon     |         | sindaco |      |
| 2018    | 2022      | Klemen Miklavič |         | sindaco |      |
| 2022    | in carica | Samo Turel      |         | sindaco |      |

### Gemellaggi
- Klagenfurt
- San Vendemiano
- Aleksandrovac
- Otočac
- Oğuz